# Malick Badiane
Pour les articles homonymes, voir Badiane.
Malick Badiane, né le 1er janvier 1984 à Dakar est un joueur de basket-ball sénégalais. Il évolue au poste de pivot à Pays de Fougères basket.

## Carrière en équipe nationale
Malick Badiane a participé à plusieurs compétitions sous les couleurs du Sénégal. Il a ainsi participé aux championnats d'Afrique de 2003, 2005, 2007,2009 et 2011 . En 2006, il a participé au championnat du monde disputé au Japon.
Drafté en 44e position par les Houston Rockets en 2003, il n'a cependant jamais évolué en NBA.